# Manuel Rueda
Manuel Antonio Rueda González (* 27. August 1921 in Monte Cristi; † 20. Dezember 1999 in Santo Domingo) war ein dominikanischer Schriftsteller und Pianist.
Rueda studierte am Liceo Musical bei María Luisa Nanita und Olivia Pichardo und war später Schüler von Manuela Jiménez. Er setzte seine Ausbildung am Konservatorium von Santiago de Chile bei Rosita Renard fort und unternahm als Pianist gemeinsam mit Armando Palacios Bate eine Konzertreise durch Südamerika, nach deren Abschluss er in Santiago mit dem Premio Orrego Carvallo ausgezeichnet wurde.
Als er nach vierzehn Jahren in die Dominikanische Republik zurückkehrte, wurde er Direktor des Liceo Musical Pablo Claudio in San Cristóbal und später Klavierprofessor am Conservatorio de Santo Domingo. Beim Festival Interamericano de Música 1972 spielte er mit dem Orquesta Sinfónica Nacional de la República Dominicana George Gershwins Klavierkonzert in F.
Daneben war Rueda Mitarbeiter des Instituto de Investigaciones folklóricas der Universidad Nacional Pedro Henríquez Ureña. 1974 begründete er die avantgardistische literarische Bewegung des Pluralismo. Er trat als Lyriker, Dramatiker und Essayist hervor und wurde als Mitglied der Facultad de Ciencias y Artes Musicales der Universidad de Chile geehrt, war Mitglied der Academia Dominicana de la Lengua und wurde 1977 von der dominikanischen Regierung mit dem Orden de Duarte, Sánchez y Mella ausgezeichnet. Sechsmal erhielt er den Premio Anual de Literatura und 1995 den Premio Teatral Tirso de Molina.

## Werke
- Las noches, Gedichte, 1949, 1953
- Tríptico, Gedichte, 1949
- La trinitaria blanca, Drama, 1957
- La criatura terrestre, Gedichte, 1963
- Teatro, Drama, 1968
- Adivinanzas dominicanas, Hrsg., 1968
- Conocimiento y poesía en el folklore, Essays, 1971
- Antología panorámica de la poesía dominicana contemporánea 1912-1962, Hrsg. mit Lupo Hernández Rueda, 1972
- Por los mares de la dama, Gedichte, 1976
- Las edades del viento, Gedichte, 1979
- El Rey Clinejas, Drama, 1979
- Papeles de Sara y otros relatos, Erzählungen, 1985
- De tierra morena vengo (mit Ramón Francisco, dem Fotografen Wilfredo García und dem Maler Ramón Oviedo), 1987
- Congregación del cuerpo único, Gedichte, 1989
- Retablo de la pasión y muerte de Juana la Loca, Drama, 1996
- Bienvenida y la noche, Roman, 1995
- Dos siglos de literatura dominicana (s. XIX y XX). Poesía y prosa Hrsg. mit José Alcántara Almánzar, 1996
- Las metamorfosis de Makandal, 1998